# Richard White de Basingstoke
Richard White (1539-1611) est un juriste et historien anglais qui s’expatriera en France et y deviendra prêtre catholique.

## Biographie
Né à Basingstoke, Hampshire, il est le fils de Henry White de Basingstoke, mort au siège de Boulogne en 1544.
Sa mère est Agnès, fille de Richard Capelin de Hampshire.
Il entra au Winchester College in 1553, puis au New College à Oxford, en 1557. 
Il alla ensuite à l’université de Louvain puis à celle de Padoue, où il acquit le titre de docteur en droit civil et droit canon.
Il revint à Londres pour exercer le droit en 1568 mais il émigra en France in 1570.
Il s’installa à Douai où il devint professeur de droit à l’université puis recteur. Il y résida pendant près de vingt ans et s’y maria deux fois, devenant riche par la fortune de ses deux épouses. 
Après la mort de sa seconde épouse, une dispense du pape Clément VIII lui permit d’être ordonné prêtre. Il fut nommé chanoine de l’église Saint-Pierre de Douai.
Il est mort en 1611 et fut inhumé dans l’église Saint-Jacques de Douai.

## Œuvres
Ses principales œuvres sont :
- Ælia Lælia Crispis. Epitaphium antiquum quod in agro Bononiensi adhuc uidetur; a diuersis hactenus interpretatum uarie: nouissime autem a Ricardo Vito Basinstochio, amicorum precibus explicatum, publié à Padoue en 1568. Dédié à Christopher Johnson, maitre du Winchester College; Cet ouvrage traite d’une inscription mystérieuse, alors toute récente, dédie à Ælia Lælia Crispis[2].
- Oraisons: (1) De circulo artium et philosophiæ. (2) De eloquentia et Cicerone. (3) Pro divitiis regum. (4) Pro doctoratu. (5) De studiorum finibus. Cum notis rerum variarum et antiquitatis, publiées à Arras en 1596. Les deux premières, données à Louvain, furent publiées en 1564 et 1565 par Christopher Johnson qui les fit lire publiquement au Wincherter College.
- R. Viti … Notæ ad leges Decem-virorum in duodecim tabulis; institutiones juris civilis in quattuor libris: primam partem Digestorum in quattuor libris, publié en deux parties à Arras, 1597.
- Historiarum (Britanniæ) libri (1–11) … cum notis antiquitatum Britannicarum, édité pat Thomas White en 7 parties à Arras et à Douai en 1597–1607. Le portrait de l’auteur est intégré au livre. Dans ce livre il justifie la partie légendaire de l’histoire britannique en faisant référence aux travaux d’Annius de Viterbe, qui, en fait, étaient en partie des faux[3].
- Oratio septima de religione legum Romanorum, ad reverendum Dominum, Dominum Nicolaum Manifroy, electum Abbatem Bertinianum, publié à Douai en 1604.
- Brevis explicatio privilegiorum iuris et consuetudinis circa venerabile sacramentum Eucharistiæ, publié à Douai en 1609.
- De Reliquiis et Veneratione Sanctorum, publié à Douai en 1609.
- Brevis explicatio Martyrii Sanctæ Ursulæ et undecim millium Virginum Britannarum, publié à Douai en 1610.